# Catocala texanae
Catocala texanae är en fjärilsart som beskrevs av French 1902. Catocala texanae ingår i släktet Catocala och familjen nattflyn. Inga underarter finns listade i Catalogue of Life.

## Bildgalleri

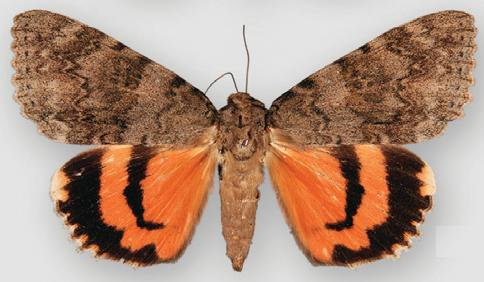